# Contacto (novela)
Contacto (título original en inglés: Contact) es una novela del astrónomo y divulgador Carl Sagan (1934-1996), ganador de un premio Pulitzer por Los dragones del Edén. Fue publicada en 1985, y adaptada al cine en 1997 por Robert Zemeckis, con Jodie Foster como protagonista.
El personaje de la protagonista, Eleanor «Ellie» Arroway, está inspirado en la astrofísica Jill Tarter, que, entre otras cosas, ha trabajado durante 35 años en el proyecto SETI.

Carl y Annie hicieron un aparte con Jill Tarter durante una reunión. Carl anunció que estaba escribiendo una novela. Tarter sabía eso...
...Carl dijo con coquetería que Jill en especial debería leer el libro.

Tarter no sabía lo que significaba aquello. No podía pensar que el libro tratara «de» ella, pues Sagan no la conocía tan bien. Cuando le llegó el libro, se asustó al comprobar que la heroína «Ellie» estaba en ciertos aspectos inspirada en ella. El libro describía sus relaciones con su padre y hablaba con cierta precisión de un colega masculino que ganó reconocimiento por un trabajo de ella. Resultó que Sagan había hecho algo de labor detectivesca y utilizado elementos de la vida de Tarter por mor de la verosimilitud.
William Poundstone, Carl Sagan. Una vida en el cosmos. pág.:422

## Argumento
La novela trata sobre lo que podría ser el contacto con una cultura extraterrestre inteligente, sobre cómo se vería afectada la especie humana al conocer que no estamos solos en el universo, lo que sería un gran cambio en la historia de la humanidad. La protagonista, Eleanor Ellie Arroway, dirige el proyecto Argus del SETI, dedicado a captar emisiones de radio provenientes del espacio.
Un día, sus radiotelescopios captan una señal compuesta por una serie de números primos, lo que se considera evidencia de una inteligencia extraterrestre. La señal, además, contiene instrucciones para construir una compleja máquina. Una vez construida, cinco tripulantes, incluida la propia Ellie, son transportados a través de varios agujeros de gusano (ellos creen que es por medio de agujeros negros) a un punto en el centro de la Vía Láctea, específicamente en la constelación de Lyra, pasando previamente por el sistema de Vega. Una vez en Lyra, se reúnen con extraterrestres superiores, quienes adoptan la forma de un ser querido para cada uno de ellos y así poder transmitirles un mensaje.
Al volver a la Tierra, descubren que su viaje apenas ha durado veinte minutos de tiempo terrestre, siendo que para ellos pasó un día entero, y que además no quedan pruebas grabadas, por lo que son acusados de fraude y sometidos a frecuentes interrogatorios.
En una especie de epílogo, Ellie, actuando según una sugerencia de los emisores de la señal, trabaja en un programa para encontrar patrones ocultos en los decimales del número Pi. Finalmente, encuentra oculto en la representación en base 11 un patrón especial en el que los números dejan de variar de forma aleatoria y comienzan a aparecer unos y ceros en una secuencia. La única forma de ocultar semejante mensaje en Pi es que el propio creador del universo lo hubiera hecho, por lo que Ellie empieza una nueva búsqueda análoga al SETI en el aparente ruido de los números irracionales. Esta parte de la trama fue completamente omitida en el film realizado sobre la novela. Carl Sagan participó en más de una veintena de libros, pero este es uno de los más famosos.

## Capítulos
- (Primera parte: El mensaje)

1. Números irracionales
2. Luz coherente
3. Ruido blanco
4. Números primos
5. Algoritmo de descifrado
6. Palimpsesto
7. El etanol en W-3
8. Acceso directo
9. Lo sobrenatural

- (Segunda parte: La máquina)

1. La precesión de los equinoccios
2. El consorcio mundial para el mensaje
3. El isómero delta prima
4. Babilonia
5. El oscilador armónico
6. Clavijas de erbio
7. Los antepasados de ozono
8. El sueño de las hormigas
9. Superunificación

- (Tercera parte: La galaxia)

1. Singularidad desnuda
2. Estación Grand Central
3. Causalidad
4. Gilgamesh
5. Reprogramación
6. La firma del artista

- Nota del autor

## Diferencias con la película
- En la novela, Ellie está bien en sus 40 años, al igual que Jill Palmer.
- Los intentos de recortar los fondos para el proyecto de Ellie no ocupan un lugar destacado en la novela.
- Las relaciones románticas de Ellie son diferentes. Kenneth der Heer, su novio, no existe en la película.
- La madre de Ellie está todavía viva en la novela, y se volvió a casar después de que su padre murió.
- El presidente de los Estados Unidos es una mujer, no Bill Clinton como en la película.
- El contenido y la codificación del mensaje son diferentes (modulación de la polaridad y la fase de las ondas de radio en la novela contra las líneas de vídeo en la película).
- El trabajo en el mensaje provoca un deshielo importante de las relaciones internacionales en la novela.
- En la película, la máquina transporta un solo tripulante.
- El capítulo final de la novela se omitió en la película.